# عوامة سباحة
عوامة السباحة (بالإنجليزية: swimming float )‏ عادة يستخدمها الأطفال الصغار  الذين بدؤوا في تعلم كيفية السباحة، أو أثناء ممارسة الرياضة لأغراض علاجية أو التدريب. هذه الأداة تأتي في بكثير من الأشكال والأنواع، وتستخدم للمساعدة على الطفو على الماء.
العوامات الأكثر شيوعا للأطفال هي حلقة السباحة (حيث يكون الشخص في وسطها) وشارات للنفخ (يتم وضعها حول الذراع ). بعد أن تنفخ من خلال صمام تصبح  أقل كثافة من الماء لأنها تتكون أساسا من الهواء، محاطة بطبقة رقيقة من المواد الاصطناعية.
بديل أخر معروف باسم «معكرونة البركة» تأتي طويلة (حوالي 3 أقدام (0.91 متر) -4 أقدام (1.2 متر)) رقيقة (بضع بوصات ) أسطوانية جوفاء  . يمكن استخدامها  في الطفو  أو تدريبات التمتد .

## المكونات

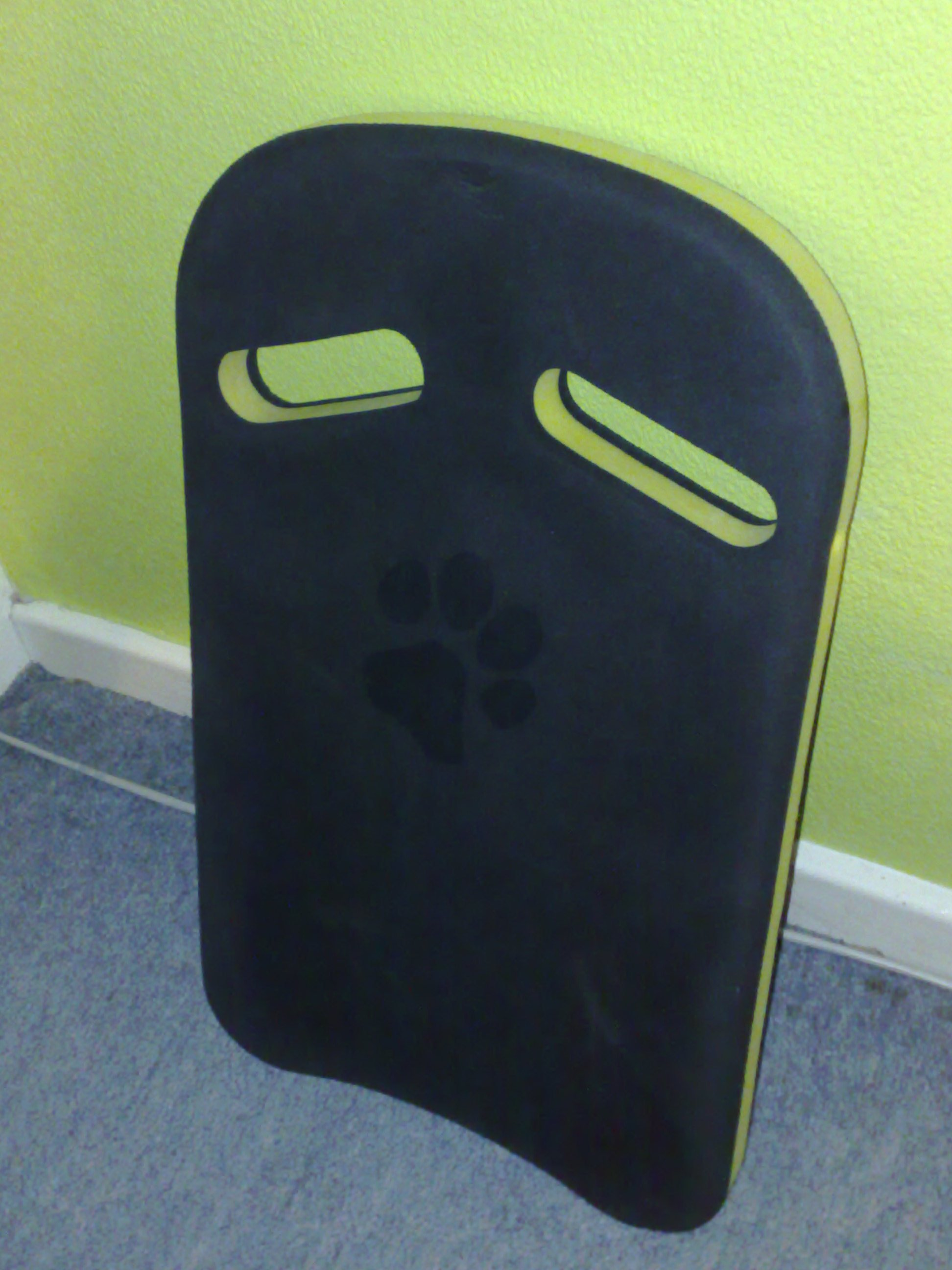
عوامة رغوة الخلات

عادة ما تكون مصنوعة من رغوة خلات فاينيل-إيثلين ، ويستعمل أيضا متعدد إثيلين العالي الكثافة ، المصنوعة منها برغوة الخلات سهلة الكسر  و تصبح بالية جدا بعد الاستخدام الطويل.

## الأشكال
هناك بعض الاختلافات بين العوامات عن النموذج التقليدي من ناحية السيطرة. يمكن استخدام بعضها بمثابة عوامة الساق. غالبا ما يكون لها شكل غريب لتتماشى مع الاستخدامات في كل الجوانب التدريبية أو الطبية.